# Ischnotoma rufiventris
Ischnotoma rufiventris är en tvåvingeart som först beskrevs av Pierre Justin Marie Macquart 1846. 
Ischnotoma rufiventris ingår i släktet Ischnotoma och familjen storharkrankar. Inga underarter finns listade i Catalogue of Life.